# Dundee (Oregon)
Dundee és una població dels Estats Units a l'estat d'Oregon. Segons el cens del 2007 tenia 3.040 habitants.

## Demografia
Segons el cens del 2000, Dundee tenia 2.598 habitants, 921 habitatges, i 715 famílies. La densitat de població era de 737,6 habitants per km².
Dels 921 habitatges en un 41,2% hi vivien nens de menys de 18 anys, en un 65,8% hi vivien parelles casades, en un 8,8% dones solteres, i en un 22,3% no eren unitats familiars. En el 17,8% dels habitatges hi vivien persones soles el 7,2% de les quals corresponia a persones de 65 anys o més que vivien soles. El nombre mitjà de persones vivint en cada habitatge era de 2,82 i el nombre mitjà de persones que vivien en cada família era de 3,23.
Per edats la població es repartia de la següent manera: un 30,6% tenia menys de 18 anys, un 6,9% entre 18 i 24, un 32,6% entre 25 i 44, un 20,7% de 45 a 60 i un 9,2% 65 anys o més.
L'edat mediana era de 34 anys. Per cada 100 dones de 18 o més anys hi havia 93,4 homes.
La renda mediana per habitatge era de 50.284$ i la renda mediana per família de 56.429$. Els homes tenien una renda mediana de 41.005$ mentre que les dones 25.776$. La renda per capita de la població era de 20.455$. Aproximadament el 5,7% de les famílies i el 6,6% de la població estaven per davall del llindar de pobresa.

## Poblacions properes
El següent diagrama mostra les poblacions més properes.